# Txus Vidorreta
Txus Vidorreta, né le 20 juin 1966, à Bilbao, en Espagne, est un entraîneur espagnol de basket-ball.

## Carrière
En juin 2017, Vidorreta est nommé entraîneur du Valencia BC avec un contrat sur une saison.
En juin 2018, Vidorreta est limogé de son poste d'entraîneur à Valence. Il rejoint quelques jours plus tard son ancien club de l'Iberostar Tenerife, où il signe un contrat de 3 ans.

## Palmarès
- Ligue des champions 2017
- Champion d'Europe -18 ans 2004
- Meilleur entraîneur du championnat d'Espagne 2017